# 留云洞
26°55′21.96″N 120°11′32.44″E / 26.9227667°N 120.1923444°E
留云洞，位于中国福建省霞浦县三沙镇东壁村石厝，景区内的摩崖石刻（留云洞石刻）为霞浦县级文物保护单位，类型为石刻碑记，公布时间为1986年2月。
留云洞石刻的历史年代为清，位于三沙镇留云洞景区，留有陈立夫、游寿、刘子兆等名人题字遗迹。